# Budapester Legende
Budapester Legende (Originaltitel: Budapesti mesék, Alternativtitel: Budapester Märchen) ist ein Film aus dem Jahr 1977 von István Szabó.

## Inhalt
Am Stadtrand von Budapest, das nach den Bombardierungen im Zweiten Weltkrieg in Trümmern liegt, findet eine Gruppe Obdachloser einen aus den Gleisen gekippten Straßenbahnwagen. Mit vereinten Kräften versuchen sie, den schweren Wagen wieder aufzurichten, er soll ihnen als notdürftige Unterkunft dienen. Man findet Vorräte, bunkert sie im Wagen, der jetzt bewacht werden muss. Zum Ziel ihrer Aktionen wird es dann, den Wagen wieder zum Laufen zu bringen in eine Stadt, von der man gehört haben will, dass sie den Krieg unbeschadet überstanden hat. Dabei kommt es zu Streitereien zwischen den Beteiligten, einige geben erschöpft auf, andere schließen Freundschaft miteinander.

## Produktion und Veröffentlichung
Der Film wurde 1976 u. a im Hunnia Filmstudio in Budapest gedreht und im DEFA-Studio für Synchronisation synchronisiert.
Die Musik schrieb der ungarische Komponist Zdenko Tamássy, der später auch für Mephisto (1980) und Hanussen (1988) die Musik komponierte.
Für den Schnitt verantwortlich war der ungarische Filmregisseur János Rózsa, der bereits an Szabos Film Vater von 1977 als Editor beteiligt war. Kameramann war wie auch in Vater und Feuerwehrgasse 25 Sándor Sára.
Der Film hatte seine Premiere in Ungarn am 17. März 1977. Im DDR-Fernsehen wurde er am 27. Januar 1978 gezeigt.

## Kritik
„Ein allegorischer, sehr pathetischer Film über Menschen in einer extremen Lage und ihre Fähigkeit, gegen alle Schwierigkeiten ein in die Zukunft weisendes Ziel zu verfolgen.“